# Federico Sacco

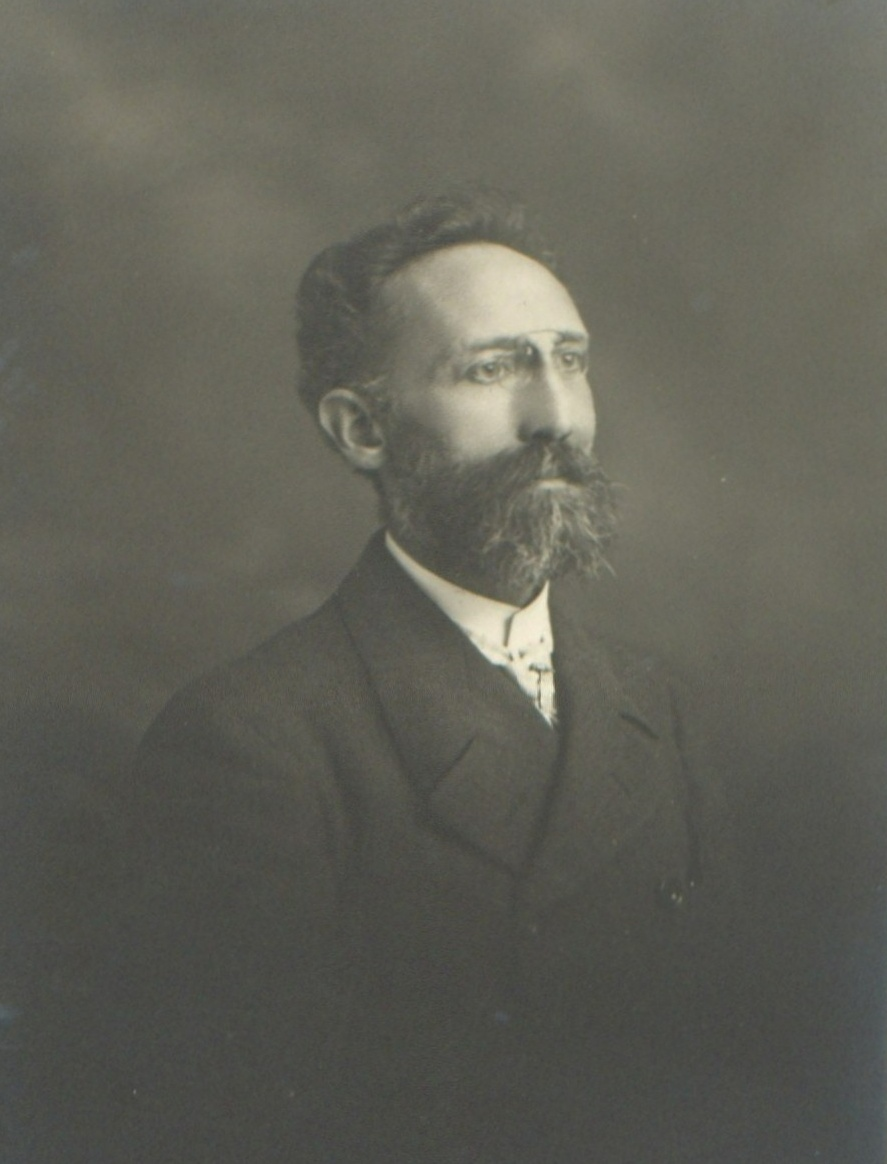
Federico Sacco (1918)

Federico Sacco (* 5. Februar 1864 in Fossano; † 2. Oktober 1948 in Turin) war ein italienischer Geologe und Paläontologe.
1897 bis 1935 war er Professor für Geologie am Polytechnikum in Turin und lehrte gleichzeitig Paläontologie.
Er kartierte für die geologische Landesaufnahme von Italien im Tertiärbecken von Piemont, in den Abruzzen, in Cuneo, Ceva, Genua, Bologna, Imola, Faenza, Forlì, Rimini, Ancona, Jesi, Fermo, Macerata, Pesaro, am Monte Falterona und in Pontremoli. Er befasste sich mit der Geologie des Appennins, Quartärgeologie (u. a. Moränen im Veneto) und Gletscherforschung, tertiären Mollusken des Piemont und der Lombardei und mit Hydrologie und schrieb populärwissenschaftliche Bücher über Kosmologie und Evolution.
Er war korrespondierendes Mitglied der Accademia dei Lincei seit 1914 und Vollmitglied ab 1925 und seit 1918 Mitglied der Accademia delle Scienze di Torino. Er war Präsident der  Società Geologica Italiana und des italienischen Alpenvereins.
Sacco war passionierter Bergsteiger und Höhlenforscher.